# Push-BikeTrial

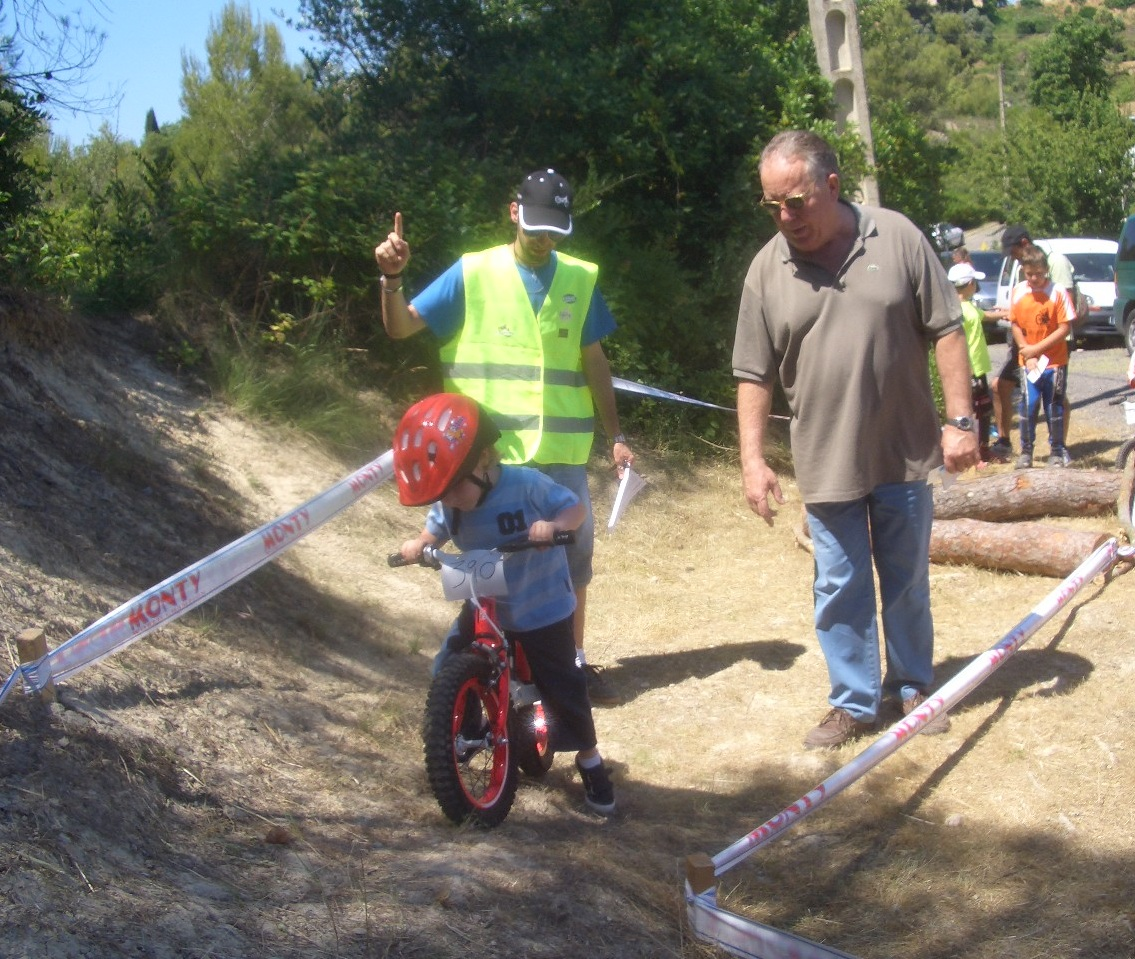
Un participant en una zona de Push-BikeTrial, penalitzant un punt

El Push-BikeTrial és una nova modalitat de biketrial (trial en bicicleta) que es practica amb bicicletes infantils sense pedals, anomenades Push bike pel fet que per a desplaçar-s'hi cal empènyer (en anglès: push) amb els peus a terra. Es tracta d'una modalitat no competitiva adreçada a infants amb edats compreses entre 2 i 5 anys, la finalitat de la qual és entretenir els seus practicants i promoure l'esport del biketrial entre els menuts.

## Història
La modalitat del Push-BikeTrial nasqué el 2011 al Japó i el mateix any fou introduïda a Europa a través de Catalunya
a iniciativa de diverses entitats i particulars catalans, entre els quals la BAC, el Motor Club Micorella de Martorell i Pere Pi, qui actua com a promotor d'aquesta nova modalitat. S'aprofità aleshores per a adaptar les regles originals japoneses a la realitat catalana, introduint-hi canvis per tal d'acostar el Push-BikeTrial a la filosofia clàssica del trial.
Aquella primera prova europea es disputà el 18 de setembre al barri Font de la Mina de Martorell, Baix Llobregat i fou tot un èxit, amb 56 participants d'entre 2 i 5 anys, repartits en dues categories d'acord amb la seva edat, que hagueren de fer dues voltes de diferent estil tot sortejant 5 zones. Més tard, el Push-BikeTrial s'anà escampant per la península, disputant-se'n per exemple una prova a Alcanyís, Aragó, el 15 d'octubre del mateix any.
Darrerament, d'aquesta modalitat n'ha sorgit una altra anomenada Push-Bike-F1 més propera a la gimcana, consistent a sortir d'una línia en paral·lel, de 4 en 4 participants, fent eliminatòries i repesques fins a arribar als 4 finalistes. Aquesta modalitat es presentà públicament el cap de setmana del 22 i 23 d'octubre del 2011 a l'Estadi Olímpic Lluís Companys de Barcelona durant la Festa dels Súpers de TV3.

## Reglament
Les regles establertes per al Push-BikeTrial a Catalunya són les següents:
- 1) Les bicicletes seran del tipus Push-Bike (sense pedals ni res per ajudar avançar la bicicleta), seran de 2 rodes i només podran avançar amb l'ajut dels peus del participants. En cas d'ésser una bicicleta convencional, se li hauran de treure els pedals i la cadena (per evitar danys).
- 2) L'especialitat de Push-Bike consta de 2 grups en funció de l'edat (Els pares n'hauran de portar un document acreditatiu):
  - a) Més de 2 anys i menys de tres i mig
  - b) Més de 3 anys i mig i menys de 5
- 3) Els pares dels participants podran indicar (aconsellar) als participants allò que poden o han de fer.
- 4) Zones:

D'una llargada d'uns 10 metres cadascuna (amb un marge de 2 metres més o menys) per 1 metre d'ample aproximadament. Les proves seran de 4 a 6 zones i 2 o 3 voltes. La primera volta serà d'entrenament (sense puntuar) i la segona i tercera seran les vàlides (amb puntuació). Els obstacles podran ésser naturals a terra i/o d'encerts manuals (tipus gimcana).
- 5) Puntuació:
  - a) Qualsevol error en un fet no realitzat o realitzat malament: 1 punt
  - b) Deixar d'avançar la bicicleta durant 1 segon: 1 punt
  - c) Plorar (fent la zona): 1 punt
  - d) Retrocedir la bicicleta més de 2 centímetres: 2 punts
  - e) Tombar una estaca: 3 punts
  - f) Sortir del circuit (fora de la cinta amb un eix de la roda): 3 punts
  - g) Tocar el manillar a terra: 3 punts
  - h) Tocar amb la mà a terra: 3 punts
  - i) Descavalcar (el dos peus al mateix costat de la bicicleta): 3 punts
  - j) Ajut d'una persona externa: 3 punts (És vàlid, però, aguantar el nen per tal d'evitar una caiguda)
- 6) El criteri de penalització serà a càrrec d'un jutge de l'organització que serà qui determinarà la puntuació i no podrà ésser protestada.
- 7) Equipament:

Serà obligatori el casc, bótes o sabatilles (no s'admeten xancletes), pantalons llargs, samarreta i guants amb dits i tapats.
- 8) Premis:

Constaran de material escolar, joguines, menjar, trofeus, etc.